# Alliku (Saue)
Alliku – wieś w Estonii, w prowincji Harju, w gminie Saue.